# On the Breast of the Tide
On the Breast of the Tide est un film muet américain réalisé par Colin Campbell et sorti en 1914.

## Fiche technique
- Réalisation : Colin Campbell
- Scénario : J. Edward Hungerford, d'après son histoire
- Date de sortie : États-Unis : 9 janvier 1914

## Distribution
- Frank Clark
- Roy Clark
- Bessie Eyton
- Charles E. 'Bunny' Feehan
- Alfred E. Green
- Harold Lockwood
- Wheeler Oakman